# Lara
Lara（らら、2005年6月18日 - ）は日本のイラストレーター。
母親の仕事の関係で幼い頃から海外で過ごすことが多く、幼少期は日本とハワイとパリを行き来する。現在は英語、フランス語、日本語、スペイン語、イタリア語、中国語、ロシア語、ポルトガル語、ドイツ語の9か国語が堪能。2019年に上海へ移住。2020年9月からスイスのロール (ヴォー州)とグシュタードにキャンパスをおく全寮制の名門校ル・ロゼに進学。ローラ、小嶋陽菜、紗栄子など、著名人の知り合いも多い。

## 作品
2016年、「Little Lara Land」を発表。最年少としてGirlsAwardのキービジュアルを務める。
2017年、サマンサタバサの史上最年少デザイナーになる。
2018年、島崎保久の著作「馬のゴン太の大冒険」のイラストを担当。

## 本
- 「Little Lara Land」（扶桑社BOOKS）
- 「馬のゴン太の大冒険」（著／島崎保久・小学館）